# Polypodium chiapense
Polypodium chiapense là một loài thực vật có mạch trong họ Polypodiaceae. Loài này được A.M. Evans & A.R. Sm. miêu tả khoa học đầu tiên năm 1980.